# Острів Ірецького
О́стрів Іре́цького (рос. Остров Ирецкого) — невеликий острів у затоці Петра Великого Японського моря. Знаходиться за 490 м на південний захід від південного мису острова Путятина. Адміністративно належить до Фокінського міського округу Приморського краю Росії.

## Географія
Острів являє собою окрему скелю, яка не має рослинності. Навколо острова розкидані кекури, підводні та надводні камені. Із сусіднім островом скелю зв'язує підводна кам'яна гряда.

## Історія
Острів досліджений в 1862 році експедицією підполковника корпусу флотських штурманів Василя Бабкіна. Тоді ж він був названий на честь члена екіпажа кліпера «Розбійник» мічмана В. А. Ірецького.